# Adriaan Strauss
Jan Adriaan Strauss (Bloemfontein, 18 novembre 1985) è un ex rugbista a 15 sudafricano che giocava nel ruolo di tallonatore. Nella sua carriera ha vestito 66 volte la maglia degli Springboks di cui è stato anche capitano nel corso del 2016.

## Biografia
Formatosi a livello giovanile con i Blue Bulls, con la stessa squadra Strauss iniziò a giocare nel 2005 in Currie Cup. L'anno dopo fece anche il suo debutto nel Super Rugby con la franchigia dei Blues. Nel 2007 il tallonatore sudafricano si unì ai Cheetahs.
Adriaan Strauss venne convocato dal C.T. del Sudafrica Peter de Villiers durante il Tri Nations 2008 collezionando la sua prima presenza internazionale affrontando il 19 luglio 2008 l'Australia a Perth. Segnò le sue prime due mete con gli Springbok nella partita contro la Scozia vinta 21-10 all'interno del tour europeo del 2012.
Nel 2015, dopo 8 stagioni passate con i Cheetahs, Strauss tornò nuovamente alla franchigia dei Bulls. Venne convocato per disputare la Coppa del Mondo di rugby 2015, vincendo con il Sudafrica la finale per il 3º posto.

## Palmarès
- Currie Cup: 2
Blue Bulls: 2006
Free State Cheetahs: 2007